# Flávio dos Santos
Flávio dos Santos, mais conhecido como Flávio, (14 de maio de 1930 — Salvador, 19 de dezembro de 1993) foi um futebolista brasileiro que atuava como volante. Após passar por clubes menores na Bahia, Flávio foi contratado pelo Palmeiras. Em 1959 teve seu ano mais vitorioso, participando de partidas do Palmeiras na conquista do Campeonato Paulista de 1959, mas se tranferindo antes do fim do campeonato para o Bahia, onde foi titular no título do Campeonato Brasileiro de 1959. Teve mais uma passagem pelo Palmeiras e encerrou a carreira no Bahia em 1965. Flávio faleceu em 1993, um de seus netos é o ex-jogador do tricolor baiano Gabriel.

## Títulos
Palmeiras
- Campeonato Paulista: 1959

Bahia
- Campeonato Brasileiro: 1959
- Campeonato Baiano: 1959, 1960 e 1961